# بی‌ان‌پی پاریبا سی‌آی‌بی
بی‌ان‌پی پاریبا سی‌آی‌بی (انگلیسی: BNP Paribas CIB) شرکت سرمایه‌گذاری فرانسوی است، که در سال ۲۰۰۰ توسط بانک بی‌ان‌پی پاریبا تأسیس شد.